# Château de Ballindalloch
Le château de Ballindalloch, connu comme la "perle du nord", est un château écossais situé à Ballindalloch, dans le Banffshire, en Écosse. C'est la maison familiale des Macpherson-Grants depuis 1546.

## Histoire
La première tour au Plan en Z est construite en 1546.
En 1590, la veuve du Grant de Ballindalloch épouse John Gordon, fils de Thomas Gordon de Cluny. John Grant, ancien tuteur de Ballindaloch, l'administrateur du domaine, a tué l'un des serviteurs de John Grant. Cela lance une querelle entre le comte de Huntly et le comte de Moray. Le comte de Huntly se rend à Ballindalloch en novembre 1590 pour arrêter le tuteur. Le chef de Grant, John Grant de Freuchie promet de livrer le tuteur et ses complices, accusés de meurtre et d'autres crimes, au Château de Huntly. Cependant, Freuchie se joint aux hommes du tuteur et au comte de Moray, et vient au château de Darnaway, et là tire au pistolet sur les officiers et les canons de Huntly depuis le château, et tue John Gordon, frère du Laird de Cluny.
Après avoir été pillé et incendié par James Graham, le premier marquis de Montrose, il est restauré en 1645.
Des extensions sont ajoutées en 1770 par le général James Grant des guerres d'indépendance américaines (dont le fantôme hanterait le château) et en 1850 par l'architecte Thomas Mackenzie. D'autres extensions réalisées en 1878 ont été pour la plupart démolies lors de la modernisation en 1965. Il est continuellement occupé par les familles Russell et Macpherson-Grant tout au long de son existence.
Le château abrite une importante collection de peintures espagnoles du XVIIe siècle.
Le parc du château abrite une rocaille du XXe siècle et un pigeonnier du XVIIe siècle. Les rivières Spey et Avon traversent le domaine. Le célèbre troupeau de bovins Aberdeen Angus réside dans le domaine du château.
Aujourd'hui, le château est toujours occupé par la famille Macpherson-Grant. Il est ouvert aux touristes pendant les mois d'été.